# Joe Warfield
Ne doit pas être confondu avec Jo Warfield.
Joe Warfield, né le 6 novembre 1937 à Baltimore et mort le 29 novembre 2022, est un acteur et chanteur américain.